# Theca
Theca (z gr. θήκη, czasem w spolszczonej wersji teka) – nazwa odnosząca się do różnych struktur anatomicznych przypominających pudełko. W polskiej literaturze naukowej zwykle jako nazwa oboczna. Pierwotne greckie znaczenie odnosi się do schowka, składu czy grobu, natomiast w literaturze biologicznej słowo theca uznaje się za nowołacińskie, znacznie odbiegające od źródłosłowu, a odnoszące się głównie do sztywnej osłony ciała.
Może odnosić się do następujących struktur:
- pancerzyk bruzdnic – ściana komórkowa bruzdnick składająca się z wieczka (epiteka) i denka (hipoteka)[2]
- pancerzyk okrzemek – ściana komórkowa okrzemek składająca się z wieczka (epitheca) i denka (hypotheca)[3]
- peryderma – osłona ciała stułbiopławów[4]
- puszka – typ torebki, czyli owocu, otwierający się w górnej części[5]
- puszka – część zarodni mszaków, zbudowana z warstwy zewnętrznej (amfitecjum) i wewnętrznej (endotecjum)[5]
- pylnik – element pręcika kwiatu u roślin nasiennych
- torebka – część pęcherzyka jajnikowego